# Bartow (Georgie)
Bartow je město v Jefferson County, v Georgii, ve Spojených státech amerických. V roce 2011 žilo ve městě 285 obyvatel. Město je pojmenováno po důstojníkovy armády Francisovi S. Bartow, který byl zabit v bitvě u Manassas ve Virginii 21. července 1861.

## Demografie
Podle sčítání lidí v roce 2011 žilo ve městě 285 obyvatel z toho 135 mužů (47,6%), a 150 žen (52,4%). Průměrný věk obyvatele je 45 let.